# Medkovets (huyện)
Medkovets là một huyện thuộc tỉnh Montana, Bungaria. Dân số thời điểm năm 2001 là 5661 người.